# Fleischmann

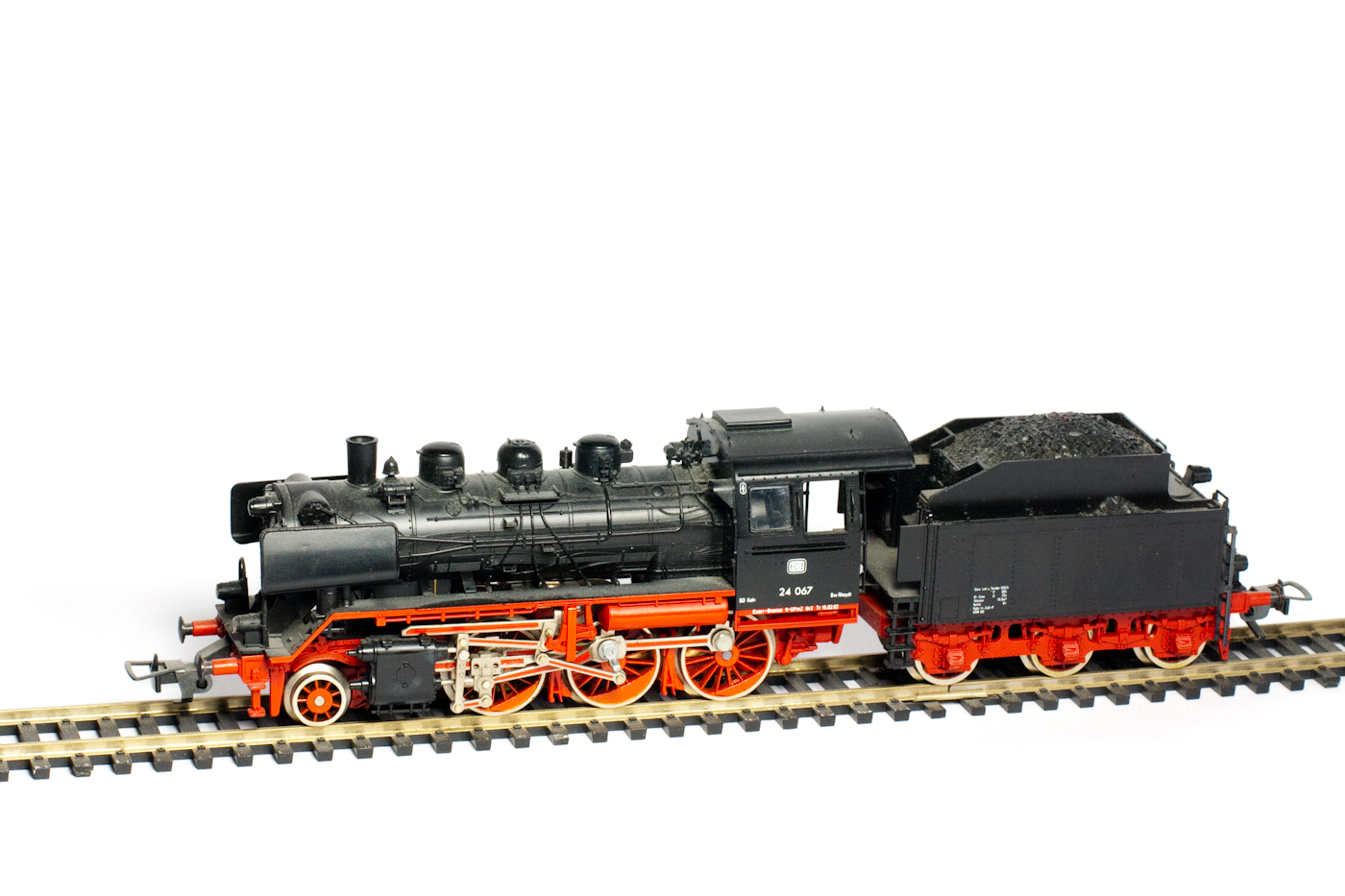
Parowóz wyprodukowany przez Fleischmann.

Fleischmann GmbH und Co. KG – zakład produkujący modele kolejowe w skalach H0 i N.

## Historia
Przedsiębiorstwo Fleischmann w 1887 roku rozpoczęło produkowanie modeli wagonów kolejowych. W 1952 roku na targach zabawek firma zaprezentowała modele kolejowe w skali H0. W 1968 roku na norymberskich targach zabawek zakład zaprezentował pierwsze lokomotywy i wagony w skali N. Obecnie firma produkuje modele kolejowe w obu skalach, zarówno H0 jak i N. W 2008 roku przedsiębiorstwo Fleischmann zostało zakupione przez przedsiębiorstwo Modelleisenbahn Holding.